# How It Ends (film 2021)
How It Ends è un film del 2021 diretto da Zoe Lister-Jones e Daryl Wein.

## Trama
Durante l'ultimo giorno della Terra Liza intraprende un viaggio per Los Angeles per cercare di arrivare alla sua ultima festa prima che tutto finisca e incontrare tutte le persone che hanno avuto ruoli diversi nella sua vita. 

## Distribuzione
Il film è stato distribuito sulla piattaforma Amazon Prime Video a partire dal 29 luglio 2022.  